# 増島拓哉
増島 拓哉（ますじま たくや、1999年 - ）は日本の小説家。大阪府豊能郡豊能町出身、在住。

## 経歴
大阪府豊能町生まれ。大阪府立北野高等学校(129期) を卒業後、関西学院大学法学部に進学、在学中。2018年、投稿作「闇夜の底で踊れ」で第31回小説すばる新人賞を受賞しデビューした。若利恒一の名義で応募し、受賞後に増島拓哉に改名した。

## 人物
影響を受けた作家として、筒井康隆、横溝正史、安部公房、大沢在昌、津原泰水らを挙げている 。
大阪府立北野高等学校在学時、文芸部に所属し執筆活動を始めた。だが長編小説を本格的に執筆したのは大学進学後に構想した『闇夜の底で踊れ』が最初であった。幼少期は絵本よりも手塚治虫（なお、手塚も北野高校出身である）の作品に没頭しており、なかでも『ワンダー3』は増島が最初に読んだ作品として挙げている。その後、活字にも興味を持ち始め、コナン・ドイルの『緋色の研究』を皮切りに、ホームズ、ルパン、二十面相や星新一の作品などを幅広く読んだ。小学校在学時に小説家への漠然とした憧れを抱くようになり、卒業アルバムには将来の夢として「小説家」をあげたと述べている。中学1年のときに筒井康隆の『家族八景』に出会って本格的に小説の世界にのめり込んでいき、高校在学時に大沢在昌の『新宿鮫』を読んだことで本格的に小説家を目指すようになった。

## 作品リスト

### 単行本
- 『闇夜の底で踊れ』（集英社、2019年2月、ISBN 978-4087711790 /集英社文庫、2021年1月、ISBN 978-4087442007）
- 『トラッシュ』（集英社、ISBN 978-4-08-771756-3、2021年6月）

### 雑誌掲載

#### 小説
- 「闇夜の底で踊れ 抄録」 - 『小説すばる』2018年12月号
- 「トラッシュ」 - 『小説すばる』2019年5月号
- 「トラッシュ Vol.2」 - 『小説すばる』2019年11月号
- 「トラッシュ Vol.3」 - 『小説すばる』2020年1月号
- 「トラッシュ Vol.4」 - 『小説すばる』2020年4月号
- 「トラッシュ Vol.5」 - 『小説すばる』2020年9月号
- 「トラッシュ Vol.6」 - 『小説すばる』2020年10月号
- 「トラッシュ Vol.7」 - 『小説すばる』2021年1月号
- 「路、爆ぜる」 - 『小説すばる』2023年11月号 - 連載中

#### エッセイ
- 「増島拓哉ができるまで」 - 『小説すばる』2019年3月号
- 「おじいの思い出」 - 『別冊文藝春秋』2019年5月号
- 「あのとき聞いた音楽」 - 『小説新潮』2019年9月号
- 「思い出の味 第23回「初めての珈琲」」 - 『STORY BOX』2019年9月号
- 「〈90年代生まれが起こす文学の地殻変動〉アンケート」 - 『文藝』2020年冬季号

#### 対談
- 「新人もベテランも原稿に向かえば暗中模索」(大沢在昌との対談) - 『青春と読書』2019年3月号
- 「特別対談 黒川博行×増島拓哉「上品でかっこええ大阪弁が武器になる」」 - 『小説すばる』2019年12月号